# Oscar 1993
A 65.ª cerimônia do Oscar ou Oscar 1993 (no original: 65th Academy Awards), apresentada pela Academia de Artes e Ciências Cinematográficas (AMPAS), homenageou os melhores filmes, atores e técnicos de 1992. Aconteceu em 29 de março de 1993 no Dorothy Chandler Pavilion, em Los Angeles, às 18 horas no horário local. Durante a cerimônia, foram distribuídos os prêmios da Academia em vinte e três categorias, e a transmissão ao vivo foi realizada pela rede televisiva estadunidense American Broadcasting Company (ABC), com produção de Gil Cates e direção de Jeff Margolis. O ator Billy Crystal foi o anfitrião do evento pelo quarto ano consecutivo. Três semanas antes, em uma cerimônia realizada no Century Plaza Hotel, em 6 de março, foi entregue o Oscar Científico ou Técnico sob apresentação de Sharon Stone.
Unforgiven venceu quatro categorias, incluindo a conquista de melhor filme. Destacaram-se também Bram Stoker's Dracula e Howards End com três prêmios, Aladdin com duas estatuetas, The Crying Game, Death Becomes Her, Educating Peter, Indochine, The Last of the Mohicans, Mona Lisa Descending a Staircase, My Cousin Vinny, Omnibus, The Panama Deception, A River Runs Through It e Scent of a Woman com um. A apresentação televisionada contabilizou 45,7 milhões de telespectadores nos Estados Unidos.

## Indicados e vencedores
Os indicados ao Oscar 1993 foram anunciados em 17 de fevereiro de 1993, no Samuel Goldwyn Theater em Beverly Hills, Califórnia, por Robert Rehme, presidente da Academia, e pela atriz Mercedes Ruehl. Howards End e Unforgiven empataram como os filmes com o maior número de indicações nesta cerimônia, com nove cada.
Os vencedores foram anunciados durante a cerimônia de premiação em 29 de março de 1993. Clint Eastwood recebeu indicações simultâneas nas categorias de melhor direção e atuação pelo mesmo filme, tornando-se o sétimo a conquistar esse feito. Al Pacino tornou-se o sexto ator a ser nomeado nas categorias de atuação principal e coadjuvante no mesmo ano. Foi também o primeiro a conquistar o prêmio de melhor ator após alcançar o feito mencionado. Com sua segunda vitória seguida nas duas categorias musicais, Alan Menken se tornou o terceiro a conquistar dois Oscars em anos consecutivos.

### Prêmios
Indica o vencedor dentro de cada categoria.
| Melhor Filme Unforgiven – Clint Eastwood - The Crying Game – Stephen Woolley - A Few Good Men – David Brown, Rob Reiner e Andrew Scheinman - Howards End – Ismail Merchant - Scent of a Woman – Martin Brest | Melhor Diretor Clint Eastwood – Unforgiven - Neil Jordan – The Crying Game - James Ivory – Howards End - Robert Altman – The Player - Martin Brest – Scent of a Woman |
| Melhor Ator/Actor (Principal) Al Pacino – Scent of a Woman como Lieutenant Colonel Frank Slade - Robert Downey Jr. – Chaplin como Charlie Chaplin - Clint Eastwood – Unforgiven como William "Will" Munny - Stephen Rea – The Crying Game como Fergus - Denzel Washington – Malcolm X como Malcolm X | Melhor Atriz/Actriz (Principal) Emma Thompson – Howards End como Margaret Schlegel - Catherine Deneuve – Indochine como Éliane Devries - Mary McDonnell – Passion Fish como May-Alice Culhane - Michelle Pfeiffer – Love Field como Lurene Hallett - Susan Sarandon – Lorenzo's Oil como Michaela Odone |
| Melhor Ator/Actor Coadjuvante/Secundário Gene Hackman – Unforgiven como Little Bill Daggett - Jaye Davidson – The Crying Game como Dil - Jack Nicholson – A Few Good Men como Colonel Nathan R. Jessup - Al Pacino – Glengarry Glen Ross como Ricky Roma - David Paymer – Mr. Saturday Night como Stan Young | Melhor Atriz/Actriz Coadjuvante/Secundária Marisa Tomei – My Cousin Vinny como Mona Lisa Vito - Judy Davis – Husbands and Wives como Sally Wainwright - Joan Plowright – Enchanted April como Mrs. Fisher - Vanessa Redgrave – Howards End como Ruth Wilcox - Miranda Richardson – Damage como Ingrid Fleming |
| Melhor Roteiro/Argumento – Original The Crying Game – Neil Jordan - Husbands and Wives – Woody Allen - Lorenzo's Oil – George Miller e Nick Enright - Passion Fish – John Sayles - Unforgiven – David Webb Peoples | Melhor Roteiro/Argumento – Adaptado Howards End – Ruth Prawer Jhabvala based on the novel by E.M. Forster - Enchanted April – Peter Barnes based on the novel by Elizabeth von Arnim - The Player – Michael Tolkin based on his novel - A River Runs Through It – Richard Friedenberg based upon the story by Norman Maclean - Scent of a Woman – Bo Goldman based on the previous film Profumo di donna by Ruggero Maccari and Dino Risi e the novel Il Buio E Il Miele by Giovanni Arpino |
| Melhor Filme Estrangeiro Indochine ( França) – Régis Wargnier - Urga ( Rússia) – Nikita Mikhalkov - Daens ( Bélgica) – Stijn Coninx - Schtonk! ( Alemanha) – Helmut Dietl - Un lugar en el mundo ( Uruguai) – Adolfo Aristarain (desqualificado)[A] | Melhor Documentário em Longa-metragem The Panama Deception – Barbara Trent e David Kasper - Changing Our Minds: The Story of Dr. Evelyn Hooker – David Haugland - Fires of Kuwait – Sally Dundas - The Liberators: Fighting on Two Fronts in World War II – Bill Miles e Nina Rosenblum - Music for the Movies: Bernard Herrmann – Margaret Smilow e Roma Baran |
| Melhor Documentário em Curta-metragem Educating Peter – Thomas C. Goodwin e Gerardine Wurzburg - At the Edge of Conquest: The Journey of Chief Wai-Wai – Geoffrey O'Connor - Beyond Imagining: Margaret Anderson and the 'Little Review' – Wendy L. Weinberg - The Colours of My Father: A Portrait of Sam Borenstein – Richard Elson e Sally Bochner - When Abortion Was Illegal: Untold Stories – Dorothy Fadiman | Melhor Curta-metragem Omnibus – Sam Karmann - Contact – Jonathan Darby e Jana Sue Memel - Cruise Control – Matt Palmieri - The Lady in Waiting – Christian M. Taylor - Swan Song – Kenneth Branagh e David Parfitt |
| Melhor Animação em Curta-metragem Mona Lisa Descending a Staircase – Joan C. Gratz - Adam – Peter Lord - Reci, reci, reci – Michaela Pavlátová - The Sandman – Paul Berry - Screen Play – Barry Purves | Melhor Trilha Sonora/Banda Sonora Aladdin – Alan Menken - Basic Instinct – Jerry Goldsmith - Chaplin – John Barry - Howards End – Richard Robbins - A River Runs Through It – Mark Isham |
| Melhor Canção Original - "A Whole New World" por Aladdin – Alan Menken e Tim Rice - "Friend Like Me" por Aladdin – Alan Menken e Howard Ashman - "I Have Nothing" por The Bodyguard – David Foster e Linda Thompson - "Run to You" por The Bodyguard – Jud Friedman e Allan Rich - "Beautiful Maria of My Soul" por The Mambo Kings – Robert Kraft e Arne Glimcher                                                  | Melhor Edição de Som Bram Stoker's Dracula – David E. Stone e Tom McCarthy - Aladdin – Mark Mangini - Under Siege – John Leveque e Bruce Stambler |
| Melhor Som The Last of the Mohicans – Chris Jenkins, Doug Hemphill, Mark Smith e Simon Kaye - Aladdin – Terry Porter, Mel Metcalfe, David J. Hudson e Doc Kane - A Few Good Men – Kevin O'Connell, Rick Kline e Robert Eber - Under Siege – Donald O. Mitchell, Frank A. Montaño, Rick Hart e Scott D. Smith - Unforgiven – Les Fresholtz, Vern Poore, Dick Alexander e Rob Young                                   | Melhor Direção de Arte Howards End – Luciana Arrighi e Ian Whittaker - Bram Stoker's Dracula – Thomas E. Sanders e Garrett Lewis - Chaplin – Stuart Craig e Chris A. Butler - Toys – Ferdinando Scarfiotti e Linda DeScenna - Unforgiven – Henry Bumstead e Janice Blackie-Goodine |
| Melhor Cinematografia/Fotografia A River Runs Through It – Philippe Rousselot - Hoffa – Stephen H. Burum - Howards End – Tony Pierce-Roberts - The Lover – Robert Fraisse - Unforgiven – Jack N. Green | Melhor Maquiagem/Caracterização Bram Stoker's Dracula – Greg Cannom, Michèle Burke e Matthew W. Mungle - Batman Returns – Ve Neill, Ronnie Specter e Stan Winston - Hoffa – Ve Neill, Greg Cannom e John Blake |
| Melhor Figurino/Guarda-Roupa Bram Stoker's Dracula – Eiko Ishioka - Enchanted April – Sheena Napier - Howards End – Jenny Beavan e John Bright - Malcolm X – Ruth E. Carter - Toys – Albert Wolsky | Melhor Edição/Montagem Unforgiven – Joel Cox - Basic Instinct – Frank J. Urioste - The Crying Game – Kant Pan - A Few Good Men – Robert Leighton - The Player – Geraldine Peroni |
| Melhores Efeitos Visuais Death Becomes Her – Ken Ralston, Doug Chiang, Douglas Smythe e Tom Woodruff Jr. - Alien³ – Richard Edlund, Alec Gillis, Tom Woodruff Jr. e George Gibbs - Batman Returns – Michael L. Fink, Craig Barron, John Bruno e Dennis Skotak | |

### Oscar Honorário
- A Federico Fellini; "em reconhecimento ao seu legado como um dos maiores contistas do cinema".[15]

### Prêmio Humanitário Jean Hersholt
- Audrey Hepburn[16][B]
- Elizabeth Taylor[17]

### Filmes com mais prêmios e indicações
| Indicações | Filme                   |
| ---------- | ----------------------- |
| 9          | Howards End             |
| 9          | Unforgiven              |
| 6          | The Crying Game         |
| 5          | Aladdin                 |
| 4          | Bram Stoker's Dracula   |
| 4          | A Few Good Men          |
| 4          | Scent of a Woman        |
| 3          | Chaplin                 |
| 3          | Enchanted April         |
| 3          | A River Runs Through It |
| 3          | The Player              |
| 2          | Basic Instinct          |
| 2          | Batman Returns          |
| 2          | The Bodyguard           |
| 2          | Hoffa                   |
| 2          | Husbands and Wives      |
| 2          | Indochine               |
| 2          | Lorenzo's Oil           |
| 2          | Malcolm X               |
| 2          | Passion Fish            |
| 2          | Toys                    |
| 2          | Under Siege             |

| Vitórias              | Filme      |
| --------------------- | ---------- |
| 4                     | Unforgiven |
| 3                     |            |
| Bram Stoker's Dracula |            |
| Howards End           |            |
| 2                     | Aladdin    |

## Apresentadores e atrações musicais
As seguintes personalidades apresentaram categorias ou realizaram números individuais:

### Apresentadores (em ordem de aparição)
| Nome(s)                           | Função |
| --------------------------------- | --- |
| Randy Thomas                      | Anunciou o início da cerimônia                                                                            |
| Robert Rehme                      | Deu boas-vindas aos convidados da cerimônia                                                               |
| Geena Davis                       | Apresentou o segmento "Women in the Movies"                                                               |
| Jack Palance                      | Apresentou a categoria de melhor atriz coadjuvante                                                        |
| Anjelica Huston                   | Apresentou o segmento do filme Unforgiven                                                                 |
| Tim Robbins Susan Sarandon        | Apresentaram a categoria de melhor edição                                                                 |
| Mercedes Ruehl                    | Apresentou a categoria de melhor ator coadjuvante                                                         |
| Joe Pesci Marisa Tomei            | Apresentaram a categoria de melhor maquiagem                                                              |
| Gregory Peck                      | Apresentou o Prêmio Humanitário Jean Hersholt a Audrey Hepburn                                            |
| Sarah Jessica Parker David Paymer | Apresentaram a categoria de melhor curta-metragem                                                         |
| Branca de Neve                    | Apresentou a categoria de melhor animação em curta-metragem                                               |
| Kathy Bates                       | Apresentou o segmento do filme A Few Good Men                                                             |
| Jack Valenti                      | Introduziu a apresentação de Glenn Close                                                                  |
| Glenn Close                       | Apresentou a categoria de melhor filme estrangeiro                                                        |
| Sharon Stone                      | Apresentou o Oscar por Realização Técnicas e o Prêmio Gordon E. Sawyer                                    |
| Richard Gere                      | Apresentou a categoria de melhor direção de arte                                                          |
| Whoopi Goldberg                   | Apresentou o segmento do filme Howards End                                                                |
| Andie MacDowell                   | Apresentou a categoria de melhores efeitos visuais                                                        |
| Jon Lovitz                        | Apresentou a categoria de melhor edição de som                                                            |
| Tom Hanks Denzel Washington       | Apresentaram a categoria de melhor documentário em curta-metragem e melhor documentário em longa-metragem |
| Sophia Loren Marcello Mastroianni | Apresentaram o Oscar Honorário a Federico Fellini                                                         |
| Raúl Juliá                        | Apresentou a categoria de melhor trilha sonora                                                            |
| Anne Bancroft Dustin Hoffman      | Apresentaram a categoria de melhor roteiro original e melhor roteiro adaptado                             |
| Diane Keaton                      | Apresentou o segmento do filme The Crying Game                                                            |
| Robert Downey Jr. Alfre Woodard   | Apresentaram a categoria de melhor som                                                                    |
| Lena Horne Quincy Jones           | Apresentaram a categoria de melhor canção original                                                        |
| Anthony Hopkins                   | Apresentou a categoria de melhor atriz                                                                    |
| Morgan Freeman Gene Hackman       | Apresentaram a categoria de melhor fotografia                                                             |
| Catherine Deneuve                 | Apresentou a categoria de melhor figurino                                                                 |
| Angela Lansbury                   | Apresentou o Prêmio Humanitário Jean Hersholt a Elizabeth Taylor                                          |
| Jodie Foster                      | Apresentou a categoria de melhor ator                                                                     |
| Jane Fonda                        | Apresentou o segmento do filme Scent of a Woman                                                           |
| Barbra Streisand                  | Apresentou a categoria de melhor diretor                                                                  |
| Jack Nicholson                    | Apresentou a categoria de melhor filme                                                                    |

### Atrações musicais (em ordem de aparição)
| Nome(s)                   | Atração |
| ------------------------- | --- |
| Bill Conti                | Orquestra |
| Billy Crystal             | Número de abertura: Scent of a Woman (ao som de "I'm a Woman" de Peggy Lee), Howards End (ao som de "Hooray for Hollywood" de Hollywood Hotel), A Few Good Men (ao som de "Sound Off!"), The Crying Game (ao som de "(Love Is) The Tender Trap" de The Tender Trap) e Unforgiven ao som de ("Unforgettable" de Nat King Cole) |
| Brad Kane Lea Salonga     | "A Whole New World" de Aladdin |
| Plácido Domingo Sheila E. | "Beautiful Maria of My Soul" de The Mambo Kings |
| Natalie Cole              | "I Have Nothing" e "Run to You" de The Bodyguard |
| Liza Minnelli             | "Ladies' Day" |
| Nell Carter               | "Friend Like Me" de Aladdin |

## Cerimônia

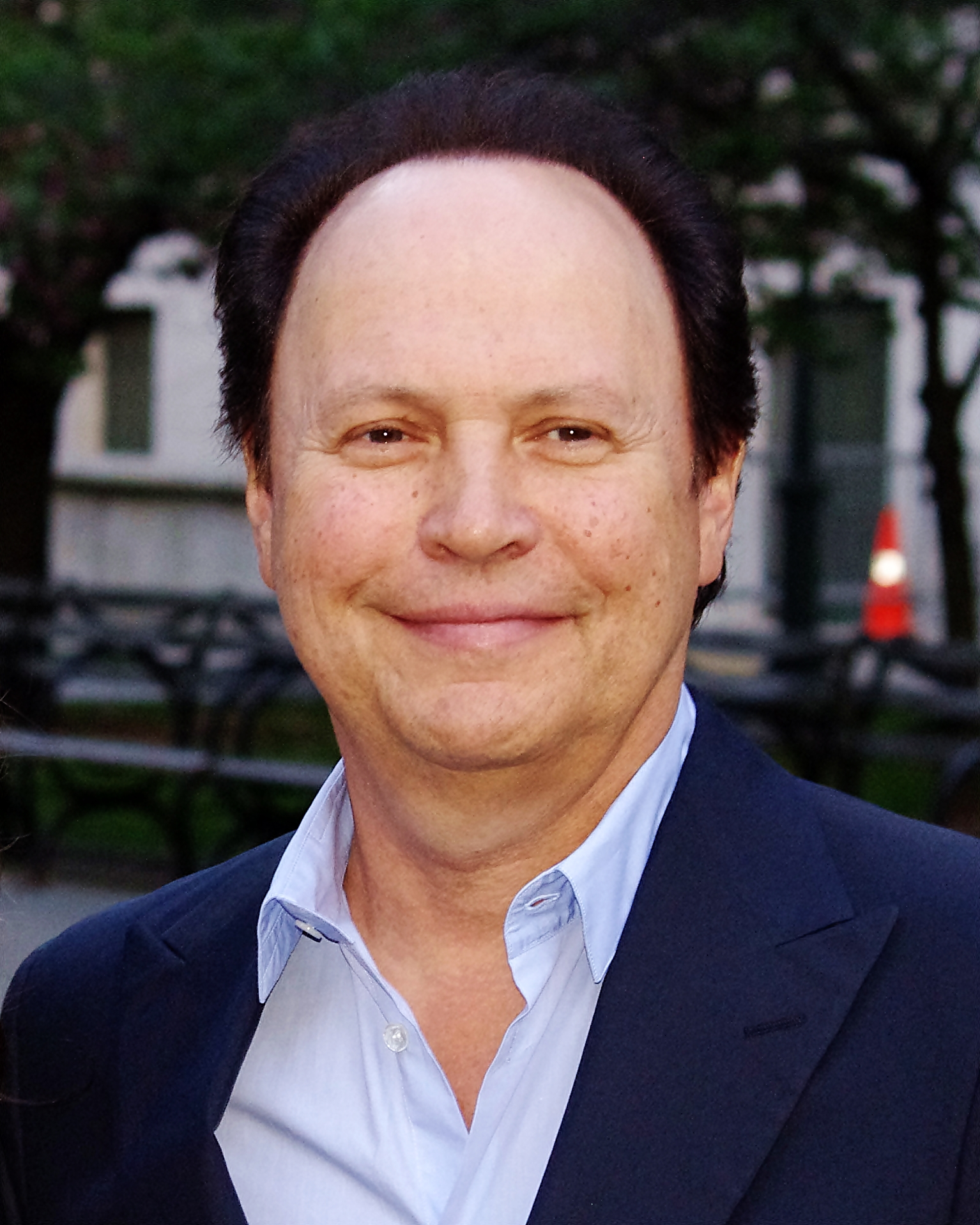
Billy Crystal foi o anfitrião do Oscar 1993.

Com base no sucesso da cerimônia do ano anterior, que recebeu avaliações positiva por parte da mídia e ganhou prêmios Emmy, a academia contratou novamente Gilbert Cates para produzir o evento pelo quarto ano consecutivo. Um mês antes da premiação, Cates selecionou o ator e comediante Billy Crystal para apresentar a cerimônia pelo também quarto ano consecutivo. Acrescentando que "Crystal é um grande astro do cinema, é a sua especialidade anfitriar um evento como este". De acordo com o colunista Army Archerd, da revista Variety, o apresentador havia inicialmente recusado o convite, mencionando estar ocupado com as filmagens dos filmes Mr. Saturday Night e City Slickers II: The Legend of Curly's Gold. Após receber de Cates uma coroa de flores fúnebre com um poema dramático e uma falsa cabeça de cavalo, inspirada em The Godfather, Crystal decidiu aceitar o convite.
Seguindo a tradição do ano anterior com o tema "Pure Joy of the Movies", Cates estruturou o evento em torno de um novo conceito. Desta vez, a cerimônia foi nomeada como "Oscar Celebrates Women and the Movies", em celebração ao Ano da Mulher devido ao número recorde de mulheres eleitas para o Senado e a Câmara dos Representantes dos Estados Unidos nas eleições de 1992. Seguindo o tema, a AMPAS reuniu 67 vencedoras do Oscar de diversas categorias para uma foto exibida no início da transmissão. A atriz e cantora Liza Minnelli cantou "Ladies' Day", uma canção composta por Fred Ebb e John Kander especificamente para a cerimônia. A documentarista ganhadora do Oscar, Lynne Littman, apresentou o segmento destacando as mulheres no cinema.
Diversas outras pessoas colaboraram para a realização da cerimônia. O compositor e músico Bill Conti ficou encarregado da direção musical do evento. A dançarina Debbie Allen supervisionou as apresentações dos indicados à melhor canção original e coreografou o número de dança "Ladies' Night". Randy Thomas foi a primeira mulher a atuar como locutora da transmissão.

### Bilheteria dos filmes indicados
| Filme            | Pré-indicação (antes de 17 de fev.) | Pós-indicação (fev. de 17 – 29 de mar.) | Pós-premiação (após 29 de mar.) | Total         |
| ---------------- | ----------------------------------- | --------------------------------------- | ------------------------------- | ------------- |
| A Few Good Men   | 120 milhões                         | 14,3 milhões                            | 7,0 milhões                     | 141,3 milhões |
| The Crying Game  | 26,6 milhões                        | 11,2 milhões                            | 4,6 milhões                     | 62,3 milhões  |
| Howards End      | 24,4 milhões                        | 942,668                                 | 36,767                          | 25,3 milhões  |
| Scent of a Woman | 34,1 milhões                        | 18,5 milhões                            | 10,5 milhões                    | 63,1 milhões  |
| Unforgiven       | 75,3 milhões                        | 7,6 milhões                             | 18,3 milhões                    | 102 milhões   |

No dia do anúncio dos filmes indicados, em 17 de fevereiro, o valor bruto somado pelas cinco obras na categoria principal era de 252 milhões de dólares, média de 50,4 milhões por filme. A Few Good Men assegurou a maior bilheteria entre os aparentes no Oscar 1993, totalizando 120 milhões de dólares em recibos do mercado doméstico. Em seguida, aparecem Unforgiven (75,2 milhões), Scent of a Woman (34,1 milhões), The Crying Game (14 milhões) e, finalmente, Howards End (8,7 milhões de milhões).
Dos cinquenta filmes mais lucrativos do ano de 1992, treze obras indicadas à cerimônia aparecem na lista. Apenas A Few Good Men (6.º), Unforgiven (17.º), Malcolm X (30.º) e Scent of a Woman (38.º) foram indicados para melhor filme, direção, atuação ou roteirista. Dos outros cinquenta que receberam indicações foram Aladdin (1.º), Batman Returns (3.º), Basic Instinct (8.º), The Bodyguard (9.º), Under Siege (12.º), Bram Stoker's Dracula (14.º), The Last of the Mohicans (16.º), Death Becomes Her (22.º) e Alien³ (26.º).

### Avaliação em retrospecto e audiência
A exibição recebeu avaliações negativas por parte da mídia. O crítica de televisão Frazier Moore, da Associated Press, lamentou o fato de Crystal "parecer incrivelmente apático". Além disso, questionou a relevância do tema "Year of the Woman", apontando que o próprio Oscar demonstrava contradizer sua proposta. Robert Bianco, do jornal Pittsburgh Post-Gazette, questionou os números musicais supervisionado por Allen, comparando-os ao desastroso número de abertura da edição de 1989. O colunista Matt Roush, do USA Today, criticou Crystal por seu desempenho repetitivo ao longo de quatro anos, afirmando ainda que o medley musical já estava ultrapassado e classificou as referências ao fracasso de Mr. Saturday Night como "amadoras".
Em entrevista ao Los Angeles Daily News, a autora e ativista Betty Friedan criticou o tema "Year of the Woman", afirmando que não refletia a realidade. "Em nome das mulheres diretoras, cinegrafistas e produtoras, eu me ressinto da farsa de chamar isso de homenagem", finalizou. Assim como Friedan, Tammy Bruce, da entidade National Organization for Women, criticou o tributo da cerimônia, classificando-o como "extremamente hipócrita e paternalista". Gil Cates defendeu o tema, afirmando que sua evolução contribuiu para despertar a consciência de maneira positiva, tanto para o público em geral quanto, especialmente, para as mulheres. Mencionando também um antigo provérbio chinês, posteriormente popularizado por Eleanor Roosevelt, que afirma: "É melhor acender uma vela do que amaldiçoar a escuridão".
Em seu país de origem, a transmissão da ABC atraiu uma média de 45,7 milhões de telespectadores no decorrer do evento, índice 3% maior que a audiência do Oscar 1992. Pelo Nielsen Ratings, também obteve números superiores à edição anterior, com 31,2% dos televisores sintonizados na rede, total de 51 pontos. Além do mais, numa restrição demográfica, apenas entre os espectadores de 18 a 49 anos, a edição contabilizou 20,1 pontos.